# خان القدس (الهوكيدون)
خان القدس (الهوكيدون) هو واحد من الخانات في سوريا وتعني بالأرمنية البيت الروحي ، أحد خانات حلب وهو عبارة عن خان صغير بطابقين له مدخلان أحدهما من التلل والآخر من بوابة القصب كانت تجتمع به جموع الحجاج الأرمن الذاهبة إلى القدس .